# 二郎 (馬)
二郎（英語：Buddies），是一匹在香港出賽的賽駒，來港後先後由約翰摩亞、告東尼和黎昭昇訓練。

## 簡介
2019年3月17日，「二郎」於香港首次出賽。
2019年5月8日，「二郎」打開其在港的勝利之門。
2020年1月27日，梁家俊策騎「二郎」出戰四歲系列賽首關香港經典一哩賽，取得第六名。
2020年5月9日，「二郎」在周俊樂胯下勝出一場第一班賽事，使得周俊樂初度在港上陣即憑「承你所願」及「二郎」報捷起孖。
2020年7月14日，隨着練馬師約翰摩亞年屆七十，不獲香港賽馬會延續其練馬師牌照，「二郎」轉投告東尼馬房。
2020年10月14日，「二郎」在周俊樂胯下首度在跑馬地馬場角逐，便勝出一場第二班賽事。賽後，周俊樂獲得練馬師告東尼豎起大拇指讚賞其出色發揮。
2020年11月14日，蔡明紹策騎「二郎」勝出第一班盃賽樂聲盃。賽後，練馬師告東尼說道：「當初我從大摩手上接手訓練『二郎』時，馬兒賽績良好，而且健康完全正常。今仗此駒競逐曾勝的千四米，同場快馬不多，我已預期牠有望一放到底取勝，所以對於賽果並不意外。由於馬兒目前評分已高，可以選擇報名的途程比賽不多，如果可以入選參加香港一哩錦標，我當然會讓其參加大賽。」
2021年9月26日，蔡明紹策騎「二郎」以直領到底的姿態勝出國際三級賽慶典盃。賽後，練馬師告東尼說道：「這絕非意外，因我已預期『二郎』會上前領放，我亦料到牠能沿途帶領，在今日的跑道形勢下，能主導步速是一項優勢，而且馬兒今日亦只需負輕磅113磅上陣，有一位合適的騎師為其執韁當亦是致勝關鍵。蔡明紹是一位擅長發揮領放馬的騎師，所以現時人馬能取勝，並非十分意外，賽前我已預期馬兒能跑入前四名。去年牠角逐此賽，在頭馬『金鎗六十』之後跑第五。今年牠的狀態更佳，演出因而能更進一步。」他補充：「此駒以往亦曾以領放的跑法取勝，本身亦忠心穩定，今日我已知牠在佳態之中。」蔡明紹說道：「發揮上較為簡單，我們只有一個計劃，就是上前領放，結果馬兒在負輕磅下輕易做到。」他續說：「我心想，假如陣中能給牠有回氣的機會，令牠在直路上能進一步增速，致末段仍保持一些優勢，則在負磅較輕下對手實在不易追及，今日的場地亦較快，適合我們發揮類似策略，馬兒亦一直能以佳勢力拼。」他補充：「角逐今仗之前，牠在今季已出賽一次，狀態因而得以提升，且看牠日後能否增添更多分級賽頭馬進賬，我當然希望牠能做到。」
2022年7月13日，「二郎」已錄得在勝出慶典盃後十戰無功，從告東尼馬房轉投黎昭昇馬房。
2022年12月2日，「二郎」宣告退役，正式結束其競賽生涯。

## 在港勝出賽事全紀錄
| 比賽日期   | 賽事名稱                         | 賽事班次 | 賽道 | 賽事路程 | 比賽馬場   | 名次 | 完成時間 | 騎師   |
| ---------- | -------------------------------- | -------- | ---- | -------- | ---------- | ---- | -------- | ------ |
| 08/05/2019 | 橋咀讓賽                         | 第四班   | 泥地 | 1650米   | 沙田馬場   | 1    | 1:39.47  | 潘頓   |
| 02/06/2019 | 香港大學基金與香港大學醫學院讓賽 | 第四班   | 草地 | 1400米   | 沙田馬場   | 1    | 1:21.70  | 潘頓   |
| 01/07/2019 | 粵港盃（讓賽）                   | 第三班   | 泥地 | 1650米   | 沙田馬場   | 1    | 1:38.42  | 潘頓   |
| 15/09/2019 | 燕子讓賽                         | 第三班   | 泥地 | 1650米   | 沙田馬場   | 1    | 1:38.59  | 潘頓   |
| 09/05/2020 | 琥珀讓賽                         | 第一班   | 草地 | 1400米   | 沙田馬場   | 1    | 1:20.88  | 周俊樂 |
| 14/10/2020 | 西高山讓賽                       | 第二班   | 草地 | 1650米   | 跑馬地馬場 | 1    | 1:39.04  | 周俊樂 |
| 14/11/2020 | 樂聲盃（讓賽）                   | 第一班   | 草地 | 1400米   | 沙田馬場   | 1    | 1:21.80  | 蔡明紹 |
| 26/09/2021 | 慶典盃（讓賽）                   | G3       | 草地 | 1400米   | 沙田馬場   | 1    | 1:20.48  | 蔡明紹 |

## 在港一級賽出賽全紀錄
| 比賽日期   | 賽事名稱         | 賽事班次 | 賽道 | 賽事路程 | 比賽馬場 | 名次 | 完成時間 | 騎師   |
| ---------- | ---------------- | -------- | ---- | -------- | -------- | ---- | -------- | ------ |
| 24/01/2021 | 百週年紀念短途盃 | G1       | 草地 | 1200米   | 沙田馬場 | 7    | 1:08.69  | 梁家俊 |
| 21/02/2021 | 女皇銀禧紀念盃   | G1       | 草地 | 1400米   | 沙田馬場 | 8    | 1:21.41  | 蔡明紹 |

## 外部連結
- . 2020-11-14  [2020-11-14]. （原始内容存档于2022-07-16）.
- . 2021-09-26  [2021-09-26]. （原始内容存档于2022-07-16）.